# Retrat femení (Nin i Tudó)
Retrat femení és una pintura sobre tela feta per Josep Nin i Tudó durant l'últim quart segle xix i que es troba conservada actualment a la Biblioteca Museu Víctor Balaguer, amb el número de registre 743 d'ençà que va ingressar el 1884, provinent la col·lecció privada de Víctor Balaguer i Cirera.

## Descripció
Retrat de perfil d'una dona amb el cabell recollit, vestit fosc amb el coll de puntes blanc i les solapes negres, sobre fons blanc-gris (el gris, prop del vestit). El rostre presenta gran ulls que miren l'espectador, pòmuls amples i rosats, cabells arrissats que surten als costats de les orelles, celles gruixudes i coll curt i ample.